# Мінна Лакс
Мінна Шіффман, у шлюбі Лакс (нім. Minna Lachs; *10 липня 1907, Теребовля — †22 червня 1993, Відень) — австрійська германістка, педагогиня і письменниця.

## Біографія
Мінна Шіффман народилася у місті Теребовля, тоді галицькому повітовому центрі. У своїх мемуарах вона описала свій спогад про Теребовлю: батько взяв її маленьку з собою і пішов слухати оголошення про початок війни. На початку Першої світової війни сім'я разом з потоком біженців переїхала з Теребовлі до Відня. Мінна виростала у багатомовному середовищі, знала німецьку, польську, українську, англійську, французьку, іврит. Студіювала германістику, романістику, педагогіку та психологію. Познайомилася з Шарлоттою Бюлер, ученицею Гуссерля та спеціалісткою з дитячої психології, була прийнята до її гурта.
1931 року захистила дисертацію «Історія німецьких гетто» («Die deutsche Ghettogeschichte»), а 1933 року здала екзамени на звання вчителя. В той же час побралася з юристом Ернстом Лаксом. Відповідно до законів вона не мала права викладати у державних школах, тому працювала у приватних. Також давала вдома приватні уроки і готувала до здачі випускних екзаменів.
В липні 1938 року народила сина Томаса, а через 2 місяці з чоловіком і сином втекла у Швейцарію. У Цюриху їхня сім'я жила досить довго. Мінна Лакс працювала газетах і писала рецензії. Її чоловік спочатку працював на металургічному заводі, потім в благодійній організації «Pro Juventute» і бібліотеці місцевої общини, від яких отримував фінансову допомогу.
1947 року Мінна Лакс повернулася до Відня, де почала працювати вчителькою у середній школі. Також писала підручники для викладання англійської. Її метою було витіснення навчальних матеріалів нацистських часів. Окрім робочих публікацій, займалася написанням власних спогадів. Написала дитячу книжку, яку проілюструвала австрійська художниця-ілюстраторка Анжеліка Кауфман.
Між 1954 і 1972 була директоркою дівочої гімназії на вулиці Хайцінгергассе у Відні. Також працювала в ЮНЕСКО, 1956 року була віцепрезиденткою австрійського відділення ЮНЕСКО.
Її прах знаходиться в урні у віденському крематорії Зіммерінг.

## Зовнішні лінки
- Програма Австрійського радіо про Мінну Лакс
- Біографія Мінни Лакс [Архівовано 24 лютого 2012 у Wayback Machine.]